# Joslyn Hoyte-Smith
Joslyn Hoyte-Smith, née le 16 décembre 1954, est une ancienne athlète britannique spécialiste du 400 m. Aux Jeux olympiques d'été de 1980, elle a obtenu une médaille de bronze en relais 4 × 400 m.

## Jeux olympiques
- 1980 à Moscou ( Union soviétique) 
  - éliminée en demi-finale sur 400 m
  -  Médaille de bronze en relais 4 × 400 m

## Jeux du Commonwealth
- 1978 à Edmonton ( Canada)
  -  Médaille d'or en relais 4 × 400 m
- 1982 à Brisbane ( Australie)
  -  Médaille de bronze sur 400 m